# Atletica leggera ai Giochi della VII Olimpiade - 400 metri ostacoli
La competizione dei 400 metri ostacoli ai Giochi della VII Olimpiade si tenne nei giorni 15 e 16 agosto 1920 allo Stadio Olimpico di Anversa.
È stata la quarta volta che si è disputata questa gara. Era stata introdotta insieme ai 200 metri ostacoli nel 1900, con i 200 abbandonati dopo il 1904 e i 400 confermati fino al 1908 prima di essere esclusi dal programma nel 1912. Dopo la prima guerra mondiale i 400 metri a ostacoli maschili tornarono ad essere disputati. Da questa edizione in poi continuarono a essere presenti a tutte le successive rassegne olimpiche.

## L'eccellenza mondiale
| Migliore prest. europea       | 55"4 | Erkka Wilén 1919 | Presente |
| Vincitore delle selezioni USA | 55"0 | Frank Loomis     | Presente |
| Primatista mondiale           | 54"2 | John Norton 1920 | Presente |

1. ↑  Tempo ottenuto sulla distanza di 440 iarde.

Due mesi prima dell'appuntamento olimpico l'americano John Norton frantuma il record del mondo sulle 440 iarde con 54"2. Ad Anversa è il favorito d'obbligo.

## Risultati

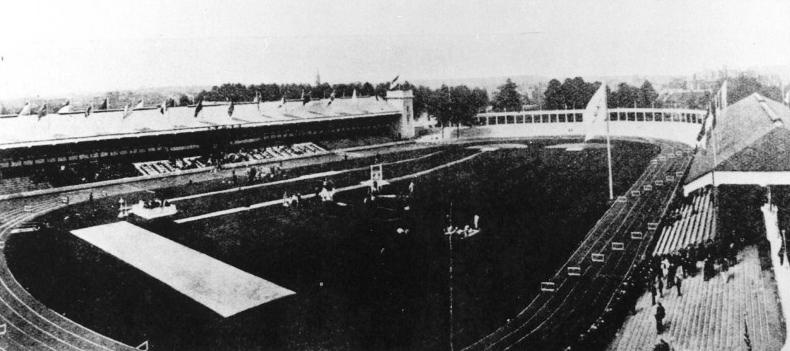
Sulla pista dello Stadio olimpico sono posizionati gli ostacoli per i 400 metri.

Come nel 1908, la competizione è ripartita in tre turni: batterie, semifinali e finale. Sul percorso sono dislocate dieci barriere. Gli ostacoli, alti 3 piedi (91,5 centimetri), sono stati posizionati a 35 metri di distanza a partire da 45 metri dalla linea di partenza. Dopo la decima ed ultima barriera vi sono 45 metri di rettilineo finale.

### Turni eliminatori
| 5 Batterie   | 15 agosto | 19 partenti   | Si qualificano i primi 2. |
| 2 Semifinali | 15 agosto | 5 + 5         | Si qualificano i primi 3. |
| Finale       | 16 agosto | 6 concorrenti |                           |

### Batterie
- (Tra parententesi i tempi stimati)

| Pos. | Atleta          | Nazione        | Tempo  |
| ---- | --------------- | -------------- | ------ |
| 1    | August Desch    | Stati Uniti    | 57"6   |
| 2    | Erik Wilén      | Finlandia      | (58"4) |
| 3    | George Gray     | Gran Bretagna  | (58"8) |
| 4    | František Marek | Cecoslovacchia | n/d    |

| Pos. | Atleta              | Nazione        | Tempo    |
| ---- | ------------------- | -------------- | -------- |
| 1    | Wilfred Kent-Hughes | Australia      | 57"2     |
| 2    | Gösta Bladin        | Svezia         | (57"7)   |
| 3    | František Kiehlmann | Cecoslovacchia | (59"9)   |
| -    | Marcel Jarrety      | Francia        | Ritirato |
| -    | Adriaan van Heerden | Sudafrica      | Rit.     |

| Pos. | Atleta          | Nazione       | Tempo  |
| ---- | --------------- | ------------- | ------ |
| 1    | John Norton     | Stati Uniti   | 57"6   |
| 2    | Edward Wheller  | Gran Bretagna | (58"4) |
| 3    | Georg Lindström | Svezia        | (59"1) |
| 4    | Albert Lucas    | Francia       | n/d    |

| Pos. | Atleta                   | Nazione     | Tempo  |
| ---- | ------------------------ | ----------- | ------ |
| 1    | Carl-Axel Christiernsson | Svezia      | 56"4   |
| 2    | Charles Daggs            | Stati Uniti | (56"7) |
| 3    | Julius Wickholm          | Finlandia   | (57"9) |
| -    | Omer Smet                | Belgio      | Rit.   |

| Pos. | Atleta       | Nazione     | Tempo  |
| ---- | ------------ | ----------- | ------ |
| 1    | Frank Loomis | Stati Uniti | 55"8   |
| 2    | Géo André    | Francia     | (55"9) |

### Semifinale
| Pos. | Atleta              | Nazione     | Tempo  |
| ---- | ------------------- | ----------- | ------ |
| 1    | August Desch        | Stati Uniti | 55"4   |
| 2    | Géo André           | Francia     | (55"5) |
| 3    | John Norton         | Stati Uniti | (56"2) |
| 4    | Gösta Bladin        | Svezia      | (56"5) |
| 5    | Wilfred Kent-Hughes | Australia   | (56"9) |

| Pos. | Atleta                   | Nazione       | Tempo  |
| ---- | ------------------------ | ------------- | ------ |
| 1    | Frank Loomis             | Stati Uniti   | 55"4   |
| 2    | Carl-Axel Christiernsson | Svezia        | (55"7) |
| 3    | Charles Daggs            | Stati Uniti   | (55"8) |
| 4    | Edward Wheller           | Gran Bretagna | n/d    |
| 5    | Erik Wilén               | Finlandia     | n/d    |

### Finale
La finale olimpica ripete la finale dei Trials, ed il risultato è lo stesso: Loomis domina la gara battendo Norton e togliendogli anche il suo fresco record del mondo.
| Pos.    | Atleta              | Età | Nazione     | Tempo ufficiale | Tempo ufficioso |
| ------- | ------------------- | --- | ----------- | --------------- | --------------- |
| Oro     | Frank Loomis        | 24  | Stati Uniti | 54"0            |                 |
| Argento | John Norton         | 27  | Stati Uniti |                 | 54"6            |
| Bronzo  | August Desch        | 22  | Stati Uniti |                 | 54"7            |
| 4       | Géo André           | 31  | Francia     |                 | 54"8            |
| 5       | C.A. Christiernsson | 22  | Svezia      |                 | 55"4            |
| 6       | Charles Daggs       | 19  | Stati Uniti |                 | 55"7            |

Géo André, classificatosi quarto in 54"8 era stato medaglia d'argento nel 1908 nel salto in alto. Un esempio di eclettismo che esprime compiutamente il carattere dilettantistico dell'atletica leggera all'inizio del XX secolo.